# Philodendron heterophyllum
Philodendron heterophyllum är en kallaväxtart som beskrevs av Eduard Friedrich Poeppig. Philodendron heterophyllum ingår i släktet Philodendron och familjen kallaväxter. Inga underarter finns listade.